# Малая Морянка
Малая Морянка — река в России, протекает по территории Гурьевского района находится в Калининградской области. Устье реки находится в Куршском заливе. Длина реки — 17 км, площадь её водосборного бассейна — 36,6 км².
У устья расположено село Каширское, на середине течения — Правдино.

## Название
К западу от Малой Морянки протекает река с парным названием Большая Морянка.
Во времена Восточной Пруссии река называлась нем. Schaaksvitter Beek.

## Данные водного реестра
По данным государственного водного реестра России относится к Балтийскому бассейновому округу, водохозяйственный участок реки — реки бассейна Балтийского моря в Калининградской области без рек Неман и Преголя, подбассейн у реки отсутствует. Относится к речному бассейну реки Неман и рекам бассейна Балтийского моря (российская часть в Калининградской области).
По данным геоинформационной системы водохозяйственного районирования территории РФ, подготовленной Федеральным агентством водных ресурсов:
- Код водного объекта в государственном водном реестре — 01010000312104300010649
- Код по гидрологической изученности (ГИ) — 104301064
- Код бассейна — 01.01.00.003
- Номер тома по ГИ — 04
- Выпуск по ГИ — 3